# Buchenminiermotte
Die Buchenminiermotte (Phyllonorycter maestingella) ist eine sehr häufige Art aus der Familie der Miniermotten (Gracillariidae).
Die Larven dieser Motte leben als Minierer vor allem in den Blättern von Buchen. Dabei bilden sie charakteristische Fraßbilder zwischen jeweils zwei Rippen des Blattes, welches durch einen Fadenzug nach innen gerollt wird. In der Mitte der Mine bildet sich eine dunkle Kotansammlung. Die Verpuppung erfolgt in einem Seidengespinnst und die Puppe stellt das überwinternde Stadium der Tiere dar.